# Furtună deasupra Asiei (film din 1965)
Furtună deasupra Asiei (în rusă Буря над Азией, transliterat: Burea nad Aziei) este un film sovietic alb-negru din 1965, regizat de cineastul uzbec de origine tadjică Kamil Iarmatov. Acest film este primul din trilogia istorico-revoluționară a lui Kamil Iarmatov (Furtună deasupra Asiei, Călăreții Revoluției și Moartea consulului negru).
Filmul prezintă o serie de evenimente istorice ficționale petrecute în perioada februarie–octombrie 1917 în Turkestan și se axează îndeosebi pe lupta proletariatului uzbec pentru cucerirea puterii politice. Personajul principal este conducătorul rebel Iusup Ialantuș, care se transformă în anii Războiului Civil Rus într-un erou național uzbec. Revoluționarul rus Vasili Șciukin și prietenul său, tânărul uzbec Djamal Ahmedov, îl ajută pe Ialantuș să înțeleagă evenimentele istorice care aveau loc în acei ani și îl conving să se alăture forțelor care luptau pentru victoria Revoluției Sovietice. Forțele revoluționare ale proletariatului din Turkestan, împreună cu detașamentul de războinici uzbeci condus de Ialantuș, au confruntări înverșunate cu trupele contrarevoluționare pentru instaurarea puterii sovietice în acea regiune îndepărtată a Rusiei.
Criticii de film contemporani au consemnat că filmul Furtună deasupra Asiei iese în evidență prin prezentarea inedită (la acea vreme) a evenimentelor furtunoase ale Marii Revoluții Sovietice într-una din provinciile îndepărtate ale Rusiei și prin imaginea complexă a conducătorului rebel Iusup Ialantuș, care a fost asemănat cu un erou viteaz al baladelor populare orientale, dar au susținut că restul personajelor nu sunt dezvoltate suficient de profund pentru a putea fi reținute de spectatori.

## Rezumat
În timpul Războiului Civil Rus, tânărul Djamal Ahmedov se întoarce în satul⁠(en)[traduceți] natal, unde observă că niște intruși jefuiesc și incendiază casa unchiului său. Încearcă să se opună acelor intruși, dar, după o scurtă luptă, este capturat și condus la conducătorul grupului de bandiți, care se numește Iusup Ialantuș. Conducătorul îi spune că se răzbună pe Țarul Alb⁠(ru)[traduceți], pradă și incendiază averea beilor bogați, dar „dă totul săracilor”. În schimb, el îl roagă pe Djamal să-i spună cum a ajuns acolo. Tânărul povestește că a fost arestat în anul 1916, în urma unei revolte, și că s-a aflat timp de șase luni într-o închisoare din Petrograd, de unde a fost eliberat după izbucnirea Revoluției din Februarie. Mergând pe stradă, el a luat parte la linșarea unui jandarm, care a reușit să-l rănească înainte de a muri. Astfel, în loc să se întoarcă acasă, a fost internat pentru un timp într-un spital. După instalarea în fruntea guvernului provizoriu a liderului socialist Aleksandr Kerenski, Djamal a pornit cu un tren către ținutul natal și, fiind anunțat pe drum că trupele loiale lui Kerenski luaseră cu asalt orașul Aktiubinsk, a sărit din tren și a fost nevoit să se întoarcă acasă pe jos.
După ce-și încheie povestea, tânărul îi roagă pe insurgenți să nu jefuiască și să nu incendieze ceea ce le aparține deja și să nu-i ucidă pe cei bogați, ci să-i supună judecății unui tribunal revoluționar. Ialantuș decide să-l verifice pe Djamal și îi ordonă să-și spânzure propriul unchi, care este un om bogat. Cu toate acestea, Djamal refuză și amintește numele lui Lenin, câștigând astfel respectul lui Ialantuș și dobândind renumele de „bun călăreț” (în rusă Хороший джигит, transliterat: Horoșii djinghit). Știind că Revoluția Rusă nu s-a încheiat încă și că masele populare din Turkestan trăiesc o stare de confuzie, tânărul pleacă în orașul Tașkent, unde se implică în mod activ în lupta proletariatului pentru cucerirea puterii politice.
Djamal Ahmedov participă la o reuniune a Comitetului Revoluționar⁠(en)[traduceți] din Tașkent, condus de comisarul sovietic Vasili Șciukin, în cadrul căreia se decide rechiziționarea pâinii pentru a o împărți populației și a combate astfel foametea existentă în regiune. Ședința este întreruptă de pătrunderea unui grup de soldați conduși de un general, care încearcă să-i aresteze pe comuniști pentru a-i judeca conform legilor de război, dar planul reprezentanților guvernului provizoriu este dejucat de militarii revoluționari. Între timp, beiul local Kaflanbek strânge pâine de la cei bogați, pretinzând că o va distribui săracilor, dar când săracii ajung la depozitul lui află că paznicii bolșevici au fost uciși și că pâinea a fost furată. Oamenii lui Kaflanbek susțin că i-au văzut în aceeași noapte pe războinicii lui Ialantuș fugind din oraș și îl acuză pe Ialantuș că a trimis un grup de războinici pentru a jefui depozitul. Tânărul Djamal ajunge în tabăra prietenului său și îl găsește participând la o competiție de lupte; el îi comunică această veste. Călăreții lui Ialantuș îl răpesc pe Kaflanbek, care mărturisește că el a furat pâinea și i-a ucis pe paznicii bolșevici. Ialantuș vrea să-l omoare, dar Djamal cere ca judecata să se desfășoare în conformitate cu legea revoluționară. Ca urmare, Kaflanbek este condamnat la moarte de un tribunal revoluționar și împușcat, dar fiul său, Aziz, nu recunoaște judecata ad-hoc și cere ajutor unei unități militare contrarevoluționare; detașamentul lui Ialantuș deviază însă traseul trenului cu care călătoreau militarii Armatei Albe și capturează armamentul trimis în Turkestan.
Între timp, vestea izbucnirii Revoluției din Octombrie (care a răsturnat guvernul provizoriu al lui Kerenski) ajunge la Tașkent, iar Djamal și Ialantuș participă în mod activ la instaurarea puterii sovietice în oraș. Detașamentul condus de Djamal ocupă Oficiul Telegrafic, iar călăreții din Ialantuș pătrund în sediul băncii locale. Generalul rus refuză să recunoască noua putere și atribuțiile Comitetului Revoluționar și se baricadează cu unitatea sa în cetate, care devine ultimul bastion al contrarevoluționarilor. Djamal este trimis în cetate ca delegat al revoluționarilor, dar militarii îl arestează. În ajutorul revoluționarilor vin călăreții lui Ialantuș, care se prefac că trec de partea Gărzilor Albe și sunt primiți astfel în cetate, dar deschid apoi porțile fortăreței, permițând atacarea ei. Revoluționarii ocupă astfel cetatea și îl eliberează pe Djamal. Cu toate acestea, Aziz, fiul beiului Kaflanbek, îmbrăcat în uniformă de subofițer rus, pândește după un colț și îl ucide pe Ialantuș cu un foc de pistol, fiind împușcat apoi de revoluționari. Focuri de artificii răsună ulterior deasupra cetății eliberate în memoria lui Ialantuș și a revoluționarilor uciși.

## Distribuție
- Șukur Burhanov — Iusup Ialantuș (Yusup Yalantush), comandantul unui detașament de războinici uzbeci[13]
- Ruslan Ahmetov — Djamal Ahmedov (Jamol Ahmedov), un tânăr bolșevic uzbec care poartă o pălărie doppa[13]
- Anatoli Soloviov — Vasili Șciukin, comisar bolșevic rus, președintele Comitetului Revoluționar din Tașkent[13]
- Abbas Bakirov — beiul Kaflanbek (Qoflonbek), proprietarul unui depozit de cereale, conducătorul grupării contrarevoluționare din Tașkent[13]
- Nariman Latipov — Aziz, fiul lui Kaflanbek[13]
- Aleksandr Barușnoi — general rus, comandantul unității militare locale din Tașkent[13]
- Pavel Pervușin — revoluționarul rus din Petrograd care deschide porțile închisorii (nemenționat)[13]
- Galina Teplinskaia — Mașa, o femeie din Petrograd (nemenționată)[13]
- Aleksei Smirnov — brutarul din Petrograd (nemenționat)[13]
- Aleksandr Afanasiev — jandarmul ucis la Petrograd (nemenționat)[13]
- Serghei Golubev — un revoluționar rănit la cap din spital (nemenționat)[13]
- Aleksandr Susnin — marinarul din spital care discută cu Șciukin (nemenționat)[13]
- Sagat Talipov — beiul Bogachar Samvai, unchiul lui Djamal (nemenționat)[13]
- Liutfi Sarîmsakova — mama lui Djamal (nemenționată)[13]
- Rahim Pirmuhamedov — acolit al beiului Kaflanbek (nemenționat)[13]
- Saifi Alimov — bei (nemenționat)[13]
- Gurmindji Zavkibekov — revoluționar uzbec (nemenționat)[13]
- Gani Agzamov — războinic bătrân al lui Ialantuș (nemenționat)[13]
- Aleksei Malkovski — directorul băncii (nemenționat)[13]
- Fedor Kotelnikov — Serghei Ivanovici, tipograf revoluționar (nemenționat)[13]
- Kamil Iarmatov (nemenționat)[13]
- Oleg Mațipulo (nemenționat)[13]

### Dublaj de voce (în limba rusă)
- Grigori Gai — Iusup Ialantuș[13]
- Vladimir Kostin — Djamal Ahmedov[13]
- Nikolai Haritonov — Vasili Șciukin[13]
- Efim Kopelean — Kaflanbek[13]
- Boris Pavlov-Silvanski — Aziz, fiul lui Kaflanbek[13]
- Emmanuil Șvarțberg — generalul[13]

## Producție

### Ideea filmului

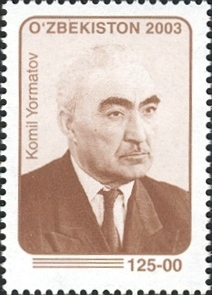
Figura lui Kamil Iarmatov reprezentată pe un timbru emis în Uzbekistan

Ideea de a face un film cu acest subiect a fost sugerată de prim-secretarul Comitetului Central al Partidului Comunist din RSS Uzbecă, Șaraf Rașidov. În 1962 liderul politic uzbec i-a invitat la biroul său pe dramaturgul și scenaristul uzbec Ibraghim Rahimov (1916–2001), directorul studioului Uzbekfilm, și pe cineastul de origine tadjică Kamil Iarmatov (1903–1978), care realizase filme celebre ca Alișer Navoi (1948) și Avicenna (1956) și căuta în acea vreme un subiect pentru un nou film. Cineastul s-a întâlnit acolo și a conversat cu scriitorii uzbeci Kamil Iașen (1909–1997) și Nazir Safarov (1905–1985).
Rașidov i-a cerut cineastului Iarmatov (care se stabilise în anul 1940 în Uzbekistan), în numele Comitetului Central al Partidului Comunist din RSS Uzbecă, să realizeze un film despre instaurarea puterii sovietice în Turkestan, în scopul sărbătoririi a 40 de ani de la înființarea RSS Uzbece. Nu era prima propunere pe care i-o făcea liderul comunist uzbec, el sugerându-i în 1958 să facă un film inspirat din „Poemul celor doi îndrăgostiți” al poetului persan Abdul-Qādir Bēdil, care a trăit în secolul al XVII-lea; acel film, gândit inițial ca o coproducție sovieto-indiană, a fost tărăgănat mai mulți ani și a fost realizat abia în 1966. Iarmatov a răspuns că este greu de făcut un film pe tema Revoluției care să rivalizeze cu creațiile maeștrilor cinematografiei sovietice, dar Rașidov i-a sugerat să citească piesa Zori deasupra Asiei (în rusă Заря над Азией) scrisă de Safarov pentru Teatrul Academic de Dramă „Hamza”⁠(ru)[traduceți] din Tașkent, spunându-i că ea îi va da un impuls imaginației. Liderul comunist a adăugat că spectatorii au nevoie să vadă un personaj romantic și optimist.
În aceeași seară, Nazir Safarov i-a adus cineastului un manuscris al piesei Zorii deasupra Asiei. Cineastul a considerat că piesa nu era potrivită pentru adaptare cinematografică, dar, cum își dăduse cuvântul în fața prim-secretarului Rașidov, a mers a doua zi la studioul Uzbekfilm, unde i-a convins pe scenaristul de origine azeră Mihail Melkumov (1919–1995) și pe tânărul scenarist uzbec Odelșa Aghișev (n. 1939) să lucreze împreună cu el și cu Safarov la scrierea scenariului. Cei patru s-au deplasat la o căsuță dintr-o zonă rurală a Uzbekistanului și au discutat timp de două săptămâni, fără a se pune de acord. Într-o seară, când se plimba prin parc, Iarmatov și-a amintit de legendarul Hamdam-hadji Kalandarov (în rusă Хамдам-хаджи Каландаров), comandantul detașamentului de partizani în care a slujit tânărul Iarmatov în timpul Războiului Civil Rus, un om provenit din popor și aproape analfabet care a ridicat moralul luptătorilor în greaua bătălie de la Iaziavan⁠(en)[traduceți] (regiunea Fergana) și i-a făcut să spere în victorie. Hamdam-hadji Kalandarov a inspirat figura conducătorului rebel Iusup Ialantuș.

### Filmări
Filmul a fost produs de studioul Uzbekfilm și a fost regizat de cineastul de origine tadjică Kamil Iarmatov. Scenariul filmului a fost scris de un colectiv format din Kamil Iarmatov, Mihail Melkumov, Nazir Safarov, Vladimir Alekseev și Odelșa Aghișev. Rolurile principale au fost interpretate de actorul uzbec Șukur Burhanov și de actorii ruși Ruslan Ahmetov și Anatoli Soloviov. Capul de afiș al filmului era actorul Șukur Burhanov (1910–1987), care devenise celebru prin roluri precum Karabatîr din Tahir și Zuhra (1945), Sahab Niyazi din Drum fără somn (1947), Gafur din Beiul și țăranul (1954), Ibrahim din Prăbușirea emiratului (1955) și Kalin-țar din Balada voinicului (1956) și juca în aceeași perioadă rolul sultanului Ulug Beg în Steaua lui Ulug Beg (1965). Tânărul Ruslan Ahmetov (1940–2005), interpretul lui Djamal Ahmedov, era puțin cunoscut în acea vreme și a jucat ulterior în filme celebre precum Prizoniera din Caucaz (1967), Ruslan și Ludmila (1972), și Unde râurile curg repede (1987), în timp ce Anatoli Soloviov (1922–2000), interpretul comisarului sovietic Vasili Șciukin, avea o experiență cinematografică mult mai bogată, deoarece jucase deja în filme cunoscute ca Luptătorul și clovnul (1957), O întâmplare extraordinară (1959), Dimineață mohorâtă (1959) și Să ne trăiești, Gnat! (1962).
Filmările au avut loc în anul 1964 în sistem Cinemascop (pentru ecran lat), sub coordonarea directorului de imagine Nikolai Readov, care a filmat unele scene cu aparatul în mână. Regizorul a fost nevoit să lupte cu mai multe dificultăți în timpul filmărilor. Scena atacului de cavalerie asupra cazărmii din Tașkent (ultimul bastion al guvernului provizoriu al Turkestanului) a necesitat prezența a numeroși cai și a mai multor călăreți îndemânatici, care au fost greu de găsit. Au fost adunați cu greutate o duzină de călăreți de la colhozurile din regiune, care au trebuit să fie instruiți pentru a-și mâna caii printre împușcături și explozii și a nu fi aruncați din șa, cu atât mai mult cu cât atacul avea loc pe o stradă îngustă a orașului Tașkent, pavată cu pietre mari și ascuțite și cu șine de tramvai abandonate. Câțiva călăreți au fost aruncați însă din șa, ceea ce i-a creat regizorului impresia că nu realiza un film, ci filma un atac real. Atacurile de cavalerie au fost filmate în mai multe locuri ale orașului Tașkent.
După cum a mărturisit ulterior, cineastul a fost nemulțumit că nu a reușit să creeze figuri cinematografice ale comuniștilor conștiincioși Șciukin și Ahmedov de același nivel cu „figura suculentă, strălucitoare și colorată a lui Iusup Ialantuș”, considerând că atât Șciukin, cât și Djamal Ahmedov sunt „incomparabil mai palizi, mai slabi, «pioși» sau cam așa ceva”. Decorurile filmului au fost proiectate de Nariman Rahimbaev, iar muzica a fost compusă de compozitorul uzbec Ikrom Akbarov.
Cineastul uzbec Kamil Iarmatov a realizat alterior alte două filme consacrate Revoluției Sovietice: Călăreții Revoluției (Всадники революции, 1969) și Moartea consulului negru (Гибель Чёрного консула, 1971), care formează împreună cu Furtună deasupra Asiei o trilogie istorico-revoluționară.

## Recepție

### Lansare
Furtună deasupra Asiei a fost lansat în anul 1965 în Uniunea Sovietică și a avut parte de succes comercial, fiind vizionat de 17,4 milioane de spectatori. A avut parte, de asemenea, de recenzii critice favorabile și a fost considerat drept unul dintre cele mai bune 100 de filme sovietice realizate în acești ani. Presa sovietică l-a considerat un film consacrat celei de a 50-a aniversări a Marii Revoluții din Octombrie. Filmul a fost distribuit apoi în alte țări ale Blocului comunist ca Republica Socialistă România (2 noiembrie 1965), Republica Democrată Germană (21 ianuarie 1966, premieră TV în 16 septembrie 1967 la DFF 1) și Republica Populară Ungară (10 februarie 1966).
Premiera filmului în România a fost programată inițial în octombrie 1965 și urma să aibă loc la un cinematograf din București, dar planurile Direcției Rețelei Cinematografice și Difuzării Filmelor s-au schimbat ca urmare a includerii acestui film în programul Festivalului filmului sovietic, care era organizat anual și urma în acel an să se desfășoare în perioada 1–7 noiembrie 1965. Potrivit presei românești, prima difuzare a filmului lui Kamil Iarmatov a avut loc în ziua de 2 noiembrie 1965 la cinematograful „Transilvania” din Oradea, unde a rulat zilnic până în 7 noiembrie 1965, în perioada desfășurării Festivalului filmului sovietic la București. Furtună deasupra Asiei a fost difuzat abia în ziua de vineri 5 noiembrie 1965 (a cincea zi a festivalului) la cinematograful „Republica” din București, după difuzarea filmelor A fost odată un moș și o babă al lui Grigori Ciuhrai, Tatăl soldatului al lui Revaz Ciheidze și Căpitanul Zero al lui Leonid Leimanis, în cadrul Festivalului filmului sovietic.
Furtună deasupra Asiei, care purta un titlu asemănător unui film mai vechi realizat de Vsevolod Pudovkin și pe care presa vremii l-a prezentat ca un film care nu trebuie pierdut de spectatori și l-a recomandat „cu deosebire tinerilor”, a rulat în perioada următoare în unele cinematografe bucureștene precum Luceafărul (noiembrie 1965), Union (noiembrie 1965), Doina (noiembrie 1965), Munca (noiembrie 1965), Înfrățirea între popoare (decembrie 1965), Drumul Sării (decembrie 1965), Cotroceni (decembrie 1965), Colentina (decembrie 1965), Vitan (decembrie 1965) și Cosmos (ianuarie 1966), dar și în unele cinematografe din alte orașe (de exemplu, la Oradea, Timișoara, Constanța, Satu Mare, Brașov, Brăila, Galați, Iași, Târgu Mureș, Botoșani, Bacău, Craiova, Câmpulung Moldovenesc, Sibiu, Sighetul Marmației, Râmnicu Vâlcea, Reghin, Dorohoi, Câmpulung Muscel, Vatra Dornei, Fălticeni, Gheorgheni, Mangalia, Slănic Moldova, Luduș, Pitești, Baia Mare, Târnăveni, Bârlad, Rădăuți, Toplița, Slatina, Huși și Odobești), inclusiv până în februarie 1969. Afișul românesc al filmului a fost criticat în ziarul Scînteia pentru lipsa de rigoare compozițională și de rafinament cromatic, precum și pentru reproducerea ștearsă pe hârtie de proastă calitate a unor imagini extrase din film „în care niște protagoniști gris-verzui sînt încadrați artistic de același mov fatal acompaniat însă de un roz nelalocul lui”, putând fi confundat ușor cu afișul filmului Laleaua neagră, care rulase luna trecută. Furtună deasupra Asiei a fost difuzat, de asemenea, alături de filmul documentar Lenin în Samara, în ziua de 30 octombrie 1967 la Casa Prieteniei româno-sovietice din București, cu ocazia sărbătoririi semicentenarului Marii Revoluții Socialiste din Octombrie, în cadrul simpozionului „Ecoul Revoluției din Octombrie în România”.

### Aprecieri critice
Furtună deasupra Asiei a ieșit în evidență la momentul lansării sale prin prezentarea evenimentelor furtunoase ale Marii Revoluții Sovietice într-una din provinciile îndepărtate ale Rusiei și nu în capitala rusă Sankt Petersburg, așa cum o făcuseră până atunci majoritatea cineaștilor sovietici. Evenimentele prezentate în acest film descriu „unda de șoc a exploziei dezlănțuită din orașul lui Lenin” până în îndepărtatul oraș Tașkent și se remarcă prin interesul deosebit acordat unor aspecte specifice ale desfășurării Revoluției în regiunile orientale ale fostului Imperiu Rus precum remorcarea cu ajutorul cămilelor a trenului militar capturat de războinicii lui Ialantuș. Cronicarul ziarului Informația Bucureștiului a consemnat că filmul lui Iarmatov se remarcă prin „suflul epic”, care este chiar „suflul istoriei”, prin măiestria regizorală a compunerii unor scene, prin imaginea viguroasă și plină de nerv, prin muzica expresivă și dramatică și prin portretul complex (cu trăsături comice și tragice) al războinicului Ialantuș, pe care i-l conturează actorul Șukur Burhanov, dar a susținut că restul personajelor sunt dezvoltate insuficient în plan psihologic și, din acest motiv, nu pot fi reținute de spectatori.
Criticii de film consideră că trilogia istorico-revoluționară a lui Kamil Iarmatov (Furtună deasupra Asiei, Călăreții Revoluției și Moartea consulului negru) oferă o imagine complexă a luptei pentru instaurarea puterii sovietice în Asia Centrală împotriva conducătorilor locali și contrarevoluționarilor. Iarmatov a afirmat că a vrut să prezinte rolul individului în acest proces istoric. Conducătorul rebel Iusup Ialantuș, personajul principal al acestui film, a fost descris de critici ca „un pasionat luptător pentru fericirea celor mulți”, care seamănă cu eroii viteji ai baladelor populare orientale. Cu toate acestea, enciclopedia cinematografică germană Lexikon des internationalen Films descrie astfel acest film: „Munca de convingere a bolșevicilor, lupta lor împotriva beilor exploatatori, împotriva contrarevoluționarilor și menșevicilor, într-un «film istoric» aventuros pentru tineri; fără ambiții artistice și simplist din punct de vedere ideologic.”.
Pentru acest film, regizorul Kamil Iarmatov a primit Premiul de Stat „Hamza” al RSS Uzbece în 1967. Studioul Uzbekfilm, unde a fost filmat Furtună deasupra Asiei, a primit în 1979 numele cineastului. Furtună deasupra Asiei a fost filmul care a deschis primul Festival Internațional de Film din Asia și Africa⁠(ru)[traduceți], care a fost organizat la Tașkent în 1968 sub deviza „Pentru pace, progres social și libertatea popoarelor”, la inițiativa lui Kamil Iarmatov.